# Illenium/Diskografie
Diese Diskografie ist eine Übersicht über die musikalischen Werke des US-amerikanischen DJs und Produzenten Illenium. Den Schallplattenauszeichnungen zufolge hat er bisher mehr als 6,7 Millionen Tonträger verkauft, davon alleine in seiner Heimat über 5,5 Millionen. Seine erfolgreichste Veröffentlichung ist die Single Takeaway, die gemeinsam mit The Chainsmokers und Lennon Stella entstand. Diese erreichte Chartplatzierungen in zahlreichen Ländern weltweit.

## Alben

### Studioalben
| Jahr | Titel Musiklabel                    | Höchstplatzierung, Gesamtwochen, AuszeichnungChartplatzierungen (Jahr, Titel, Musiklabel, Platzierungen, Wochen, Auszeichnungen, Anmerkungen) | Höchstplatzierung, Gesamtwochen, AuszeichnungChartplatzierungen (Jahr, Titel, Musiklabel, Platzierungen, Wochen, Auszeichnungen, Anmerkungen) | Höchstplatzierung, Gesamtwochen, AuszeichnungChartplatzierungen (Jahr, Titel, Musiklabel, Platzierungen, Wochen, Auszeichnungen, Anmerkungen) | Höchstplatzierung, Gesamtwochen, AuszeichnungChartplatzierungen (Jahr, Titel, Musiklabel, Platzierungen, Wochen, Auszeichnungen, Anmerkungen) | Höchstplatzierung, Gesamtwochen, AuszeichnungChartplatzierungen (Jahr, Titel, Musiklabel, Platzierungen, Wochen, Auszeichnungen, Anmerkungen) | Höchstplatzierung, Gesamtwochen, AuszeichnungChartplatzierungen (Jahr, Titel, Musiklabel, Platzierungen, Wochen, Auszeichnungen, Anmerkungen) | Anmerkungen                              |
| Jahr | Titel Musiklabel                    | DE | AT | CH | UK | US | Dance | Anmerkungen                              |
| ---- | ----------------------------------- | --- | --- | --- | --- | --- | --- | ---------------------------------------- |
| 2016 | Ashes Kasaya / Seeking Blue         | — | — | — | — | — | Dance6 (1 Wo.)Dance | Erstveröffentlichung: 15. Februar 2016   |
| 2017 | Awake Kasaya / Seeking Blue         | — | — | — | — | US106 (1 Wo.)US | Dance3 (111 Wo.)Dance | Erstveröffentlichung: 21. September 2017 |
| 2019 | Ascend Kasaya / Astralwerks         | — | — | CH76 (1 Wo.)CH | — | US14 Gold · (12 Wo.)US | Dance1 (90 Wo.)Dance | Erstveröffentlichung: 16. August 2019    |
| 2021 | Fallen Embers Kasaya / 12Tone Music | — | — | — | — | US49 (1 Wo.)US | Dance1 (36 Wo.)Dance | Erstveröffentlichung: 16. Juli 2021      |
| 2023 | Illenium Kasaya / 12Tone Music      | — | — | — | — | US42 (1 Wo.)US | Dance1 (16 Wo.)Dance | Erstveröffentlichung: 28. April 2023     |

### Remixalben
| Jahr | Titel Musiklabel                      | Höchstplatzierung, Gesamtwochen, AuszeichnungChartplatzierungen (Jahr, Titel, Musiklabel, Platzierungen, Wochen, Auszeichnungen, Anmerkungen) | Höchstplatzierung, Gesamtwochen, AuszeichnungChartplatzierungen (Jahr, Titel, Musiklabel, Platzierungen, Wochen, Auszeichnungen, Anmerkungen) | Höchstplatzierung, Gesamtwochen, AuszeichnungChartplatzierungen (Jahr, Titel, Musiklabel, Platzierungen, Wochen, Auszeichnungen, Anmerkungen) | Höchstplatzierung, Gesamtwochen, AuszeichnungChartplatzierungen (Jahr, Titel, Musiklabel, Platzierungen, Wochen, Auszeichnungen, Anmerkungen) | Höchstplatzierung, Gesamtwochen, AuszeichnungChartplatzierungen (Jahr, Titel, Musiklabel, Platzierungen, Wochen, Auszeichnungen, Anmerkungen) | Höchstplatzierung, Gesamtwochen, AuszeichnungChartplatzierungen (Jahr, Titel, Musiklabel, Platzierungen, Wochen, Auszeichnungen, Anmerkungen) | Anmerkungen                        |
| Jahr | Titel Musiklabel                      | DE | AT | CH | UK | US | Dance | Anmerkungen                        |
| ---- | ------------------------------------- | --- | --- | --- | --- | --- | --- | ---------------------------------- |
| 2020 | Ascend (Remixes) Kasaya / Astralwerks | — | — | — | — | — | Dance5 (1 Wo.)Dance | Erstveröffentlichung: 15. Mai 2020 |

### EPs
| Jahr | Titel Musiklabel                     | Anmerkungen                                                          |
| ---- | ------------------------------------ | -------------------------------------------------------------------- |
| 2013 | Illenium Prep School Recordings      | Erstveröffentlichung: 20. Mai 2013                                   |
| 2014 | Risen Eigenveröffentlichung          | Erstveröffentlichung: 14. Januar 2014                                |
| 2015 | Painted White Prep School Recordings | Erstveröffentlichung: 21. Juli 2015 mit Cristina Soto & Said The Sky |

## Singles

### Als Leadmusiker
| Jahr | Titel Album                                            | Höchstplatzierung, Gesamtwochen, AuszeichnungChartplatzierungen (Jahr, Titel, Album, Platzierungen, Wochen, Auszeichnungen, Anmerkungen) | Höchstplatzierung, Gesamtwochen, AuszeichnungChartplatzierungen (Jahr, Titel, Album, Platzierungen, Wochen, Auszeichnungen, Anmerkungen) | Höchstplatzierung, Gesamtwochen, AuszeichnungChartplatzierungen (Jahr, Titel, Album, Platzierungen, Wochen, Auszeichnungen, Anmerkungen) | Höchstplatzierung, Gesamtwochen, AuszeichnungChartplatzierungen (Jahr, Titel, Album, Platzierungen, Wochen, Auszeichnungen, Anmerkungen) | Höchstplatzierung, Gesamtwochen, AuszeichnungChartplatzierungen (Jahr, Titel, Album, Platzierungen, Wochen, Auszeichnungen, Anmerkungen) | Höchstplatzierung, Gesamtwochen, AuszeichnungChartplatzierungen (Jahr, Titel, Album, Platzierungen, Wochen, Auszeichnungen, Anmerkungen) | Anmerkungen                                                                         |
| Jahr | Titel Album                                            | DE | AT | CH | UK | US | Dance | Anmerkungen                                                                         |
| --- | ------------------------------------------------------ | --- | --- | --- | --- | --- | --- | ----------------------------------------------------------------------------------- |
| 2016 | Rush Over Me –                                         | — | — | — | — | — | Dance50 (1 Wo.)Dance | Erstveröffentlichung: 10. Oktober 2016 mit Said The Sky & Seven Lions feat. Haliene |
| 2017 | Fractures Awake                                        | — | — | — | — | — | Dance42 (4 Wo.)Dance | Erstveröffentlichung: 6. Februar 2017 feat. Nevve                                   |
| 2017 | Feel Good Awake                                        | — | — | — | — | US— PlatinUS | Dance17 (20 Wo.)Dance | Erstveröffentlichung: 3. März 2017 mit Gryffin feat. Daya                           |
| 2017 | Sound of Walking Away Awake                            | — | — | — | — | — | Dance50 (1 Wo.)Dance | Erstveröffentlichung: 24. April 2017 mit Kerli                                      |
| 2017 | Crawl Outta Love Awake                                 | — | — | — | — | — | Dance30 (20 Wo.)Dance | Erstveröffentlichung: 7. August 2017 feat. Annika Wells                             |
| 2017 | Leaving Awake                                          | — | — | — | — | — | Dance30 (3 Wo.)Dance | Erstveröffentlichung: 14. September 2017 feat. Eden                                 |
| 2018 | Gold (Stupid Love) –                                   | — | — | — | — | — | Dance19 (4 Wo.)Dance | Erstveröffentlichung: 17. Juli 2018 mit Excision feat. Shallows                     |
| 2018 | Take You Down Ascend                                   | — | — | — | — | — | Dance23 (18 Wo.)Dance | Erstveröffentlichung: 3. August 2018                                                |
| 2018 | God Damnit –                                           | — | — | — | — | — | Dance33 (13 Wo.)Dance | Erstveröffentlichung: 9. November 2018 mit Call Me Karizma                          |
| 2019 | Crashing Ascend                                        | — | — | — | — | US— GoldUS | Dance20 (13 Wo.)Dance | Erstveröffentlichung: 25. Januar 2019 feat. Bahari                                  |
| 2019 | Pray Ascend                                            | — | — | — | — | — | Dance25 (3 Wo.)Dance | Erstveröffentlichung: 22. März 2019 feat. Kameron Alexander                         |
| 2019 | Good Things Fall Apart Ascend                          | — | — | — | — | US— ×2DoppelplatinUS | Dance3 (47 Wo.)Dance | Erstveröffentlichung: 13. Mai 2019 feat. Jon Bellion                                |
| 2019 | Takeaway Ascend                                        | DE30 Gold · (18 Wo.)DE | AT28 (18 Wo.)AT | CH37 Gold · (19 Wo.)CH | UK64 Silber · (10 Wo.)UK | US69 Platin · (2 Wo.)US | Dance3 (34 Wo.)Dance | Erstveröffentlichung: 24. Juli 2019 mit The Chainsmokers feat. Lennon Stella        |
| 2019 | Blood Ascend                                           | — | — | — | — | — | Dance29 (1 Wo.)Dance | Erstveröffentlichung: 2. August 2019 mit Foy Vance                                  |
| 2019 | Hard to Say Goodbye A World Away                       | — | — | — | — | — | Dance30 (9 Wo.)Dance | Erstveröffentlichung: 22. November 2019 mit Ekali feat. Chloe Angelides             |
| 2020 | Feel Something –                                       | — | — | — | — | — | Dance8 (12 Wo.)Dance | Erstveröffentlichung: 3. April 2020 mit Excision & I Prevail                        |
| 2020 | Nightlight Fallen Embers                               | — | — | — | — | — | Dance8 (25 Wo.)Dance | Erstveröffentlichung: 28. August 2020                                               |
| 2020 | Paper Thin Fallen Embers                               | — | — | — | — | — | Dance10 (15 Wo.)Dance | Erstveröffentlichung: 23. Oktober 2020 mit Tom DeLonge und Angels & Airwaves        |
| 2020 | Hearts on Fire Fallen Embers                           | — | — | — | — | — | Dance11 (19 Wo.)Dance | Erstveröffentlichung: 25. Dezember 2020 mit Dabin und Lights                        |
| 2021 | Sideways Fallen Embers                                 | — | — | — | — | — | Dance10 (20 Wo.)Dance | Erstveröffentlichung: 7. Mai 2021 mit Valerie Broussard & Nurko                     |
| 2021 | Heavenly Side Fallen Embers                            | — | — | — | — | — | Dance12 (6 Wo.)Dance | Erstveröffentlichung: 2. Juli 2021 mit Matt Maeson                                  |
| 2021 | Blame Myself Fallen Embers                             | — | — | — | — | — | Dance9 (20 Wo.)Dance | Erstveröffentlichung: 16. Juli 2021 mit Tori Kelly                                  |
| 2021 | Wouldn't Change a Thing Fallen Embers (Deluxe Version) | — | — | — | — | — | Dance14 (3 Wo.)Dance | Erstveröffentlichung: 15. Oktober 2021 mit Thirty Seconds to Mars                   |
| 2021 | Hurts Like This Fallen Embers (Deluxe Version)         | — | — | — | — | — | Dance26 (8 Wo.)Dance | Erstveröffentlichung: 22. Oktober 2021 mit Banners                                  |
| 2021 | Story of My Life –                                     | — | — | — | — | — | Dance11 (20 Wo.)Dance | Erstveröffentlichung: 1. Dezember 2021 mit Sueco & Trippie Redd                     |
| 2022 | Shivering Illenium                                     | — | — | — | — | — | Dance15 (8 Wo.)Dance | Erstveröffentlichung: 13. Mai 2022 feat. Spiritbox                                  |
| 2022 | Don't Let Me Let Go –                                  | — | — | — | — | — | Dance15 (11 Wo.)Dance | Erstveröffentlichung: 8. Juli 2022 mit Dillon Francis & Evan Giia                   |
| 2022 | All That Really Matters Illenium                       | — | — | — | UK— SilberUK | — | Dance13 (20 Wo.)Dance | Erstveröffentlichung: 29. Juli 2022 mit Teddy Swims                                 |
| 2022 | From the Ashes Illenium                                | — | — | — | — | — | Dance19 (6 Wo.)Dance | Erstveröffentlichung: 16. September 2022 mit Skylar Grey                            |
| 2022 | Worst Day Illenium                                     | — | — | — | — | — | Dance16 (12 Wo.)Dance | Erstveröffentlichung: 21. Oktober 2022 mit MAX                                      |
| 2023 | Luv Me a Little Illenium                               | — | — | — | — | — | Dance11 (12 Wo.)Dance | Erstveröffentlichung: 20. Januar 2023 mit Nina Nesbitt                              |
| 2023 | Insanity Illenium                                      | — | — | — | — | — | Dance16 (3 Wo.)Dance | Erstveröffentlichung: 3. März 2023 mit American Teeth                               |
| 2023 | With All My Heart Illenium                             | — | — | — | — | — | Dance12 (7 Wo.)Dance | Erstveröffentlichung: 24. März 2023 mit JVKE                                        |
| 2023 | Eyes Wide Shut Illenium                                | — | — | — | — | — | Dance9 (14 Wo.)Dance | Erstveröffentlichung: 27. April 2023 mit Avril Lavigne & Travis Barker              |
| 2023 | Back To You Illenium                                   | — | — | — | — | — | Dance17 (3 Wo.)Dance | Erstveröffentlichung: 27. April 2023 feat. All Time Low                             |
| 2023 | See You Again –                                        | — | — | — | — | — | Dance13 (5 Wo.)Dance | Erstveröffentlichung: 23. Juni 2023 mit The Chainsmokers & Carlie Hanson            |
| 2023 | Zombie –                                               | — | — | — | — | — | Dance28 (1 Wo.)Dance | Erstveröffentlichung: 27. Oktober 2023 mit Excision, Wooli & Valerie Broussard      |
| Folgende Lieder erschienen nicht als Single, wurden aber durch das Album zum Download und Streaming bereitgestellt und konnten somit eine Platzierung erlangen: |                                                        | | | | | | |                                                                                     |
| |                                                        | | | | | | |                                                                                     |
| 2017 | Beautiful Creatures Awake                              | — | — | — | — | — | Dance32 (6 Wo.)Dance | Charteinstieg: 14. Oktober 2017 feat. MAX                                           |
| 2019 | In Your Arms Ascend                                    | — | — | — | — | US— GoldUS | Dance15 (26 Wo.)Dance | Charteinstieg: 31. August 2019 mit X Ambassadors                                    |
| 2019 | Hold On Ascend                                         | — | — | — | — | — | Dance17 (10 Wo.)Dance | Charteinstieg: 31. August 2019 mit Georgia Ku                                       |
| 2019 | That’s Why Ascend                                      | — | — | — | — | — | Dance25 (2 Wo.)Dance | Charteinstieg: 31. August 2019 mit GOLDN                                            |
| 2019 | All Together Ascend                                    | — | — | — | — | — | Dance41 (1 Wo.)Dance | Charteinstieg: 31. August 2019 mit Oekiin                                           |
| 2019 | Lonely Ascend                                          | — | — | — | — | — | Dance41 (3 Wo.)Dance | Charteinstieg: 31. August 2019 mit Chandler Leighton                                |
| 2019 | Sad Songs Ascend                                       | — | — | — | — | — | Dance48 (2 Wo.)Dance | Charteinstieg: 31. August 2019 mit Annika Wells & Said the Sky                      |
| 2019 | Broken Ones Ascend                                     | — | — | — | — | — | Dance50 (2 Wo.)Dance | Charteinstieg: 31. August 2019 mit Anna Clendening                                  |
| 2021 | Lay It Down Fallen Embers                              | — | — | — | — | — | Dance19 (4 Wo.)Dance | Charteinstieg: 31. Juli 2021 mit Krewella & Slander                                 |
| 2021 | In My Mind Fallen Embers                               | — | — | — | — | — | Dance22 (2 Wo.)Dance | Charteinstieg: 31. Juli 2021 mit Excision & Haliene                                 |
| 2021 | U & Me Fallen Embers                                   | — | — | — | — | — | Dance18 (2 Wo.)Dance | Charteinstieg: 31. Juli 2021 mit Sasha Alex Sloan                                   |
| 2021 | Fragments Fallen Embers                                | — | — | — | — | — | Dance20 (2 Wo.)Dance | Charteinstieg: 31. Juli 2021 mit Natalie Taylor                                     |
| 2021 | Brave Soul Fallen Embers                               | — | — | — | — | — | Dance26 (2 Wo.)Dance | Charteinstieg: 31. Juli 2021 mit Emma Grace                                         |
| 2021 | Losing Patience Fallen Embers                          | — | — | — | — | — | Dance27 (2 Wo.)Dance | Charteinstieg: 31. Juli 2021 mit nothing, nowhere.                                  |
| 2021 | Crazy Times Fallen Embers                              | — | — | — | — | — | Dance30 (1 Wo.)Dance | Charteinstieg: 31. Juli 2021 mit Said The Sky & Rock Mafia                          |
| 2023 | Nothing Ever After Illenium                            | — | — | — | — | — | Dance15 (8 Wo.)Dance | Charteinstieg: 13. Mai 2023 mit Motionless In White                                 |
| 2023 | Lifeline Illenium                                      | — | — | — | — | — | Dance20 (1 Wo.)Dance | Charteinstieg: 13. Mai 2023 mit Jxdn                                                |
| 2023 | Other Side Illenium                                    | — | — | — | — | — | Dance21 (2 Wo.)Dance | Charteinstieg: 13. Mai 2023 mit Said the Sky & Vera Blue                            |
| 2023 | You Were Right Illenium                                | — | — | — | — | — | Dance26 (1 Wo.)Dance | Charteinstieg: 13. Mai 2023 mit Woolie & Grabbitz                                   |
| 2023 | Starfall Illenium                                      | — | — | — | — | — | Dance28 (1 Wo.)Dance | Charteinstieg: 13. Mai 2023                                                         |
| 2023 | I Want You 2 (Stay) Illenium                           | — | — | — | — | — | Dance44 (1 Wo.)Dance | Charteinstieg: 13. Mai 2023                                                         |
| 2023 | Drwn Illenium                                          | — | — | — | — | — | Dance45 (1 Wo.)Dance | Charteinstieg: 13. Mai 2023                                                         |

Weitere Singles
- 2014: Drop Our Hearts, Pt. 2 (mit Said the Sky feat. Sirma)
- 2014: Make Me Do
- 2014: So Wrong
- 2014: The Phoenix
- 2014: In Your Wake (mit Said The Sky feat. Jeza)
- 2015: Falling In (feat. Mimi Page)
- 2015: Spirals (feat. King Deco)
- 2015: I’ll Be Your Reason
- 2015: Jester
- 2016: Afterlife (feat. Echos)
- 2016: Fortress (feat. Joni Fatora)
- 2016: Bring Forth the Pressure (mit Dirt Monkey)
- 2017: Where the Wild Things Are (mit Zeds Dead)
- 2018: Don’t Give Up on Me (mit Kill the Noise feat. Mako)
- 2018: Sound of Where’d You Go (mit Said The Sky & 1788-L)
- 2019: Blood (feat. Foy Vance)
- 2021: First Time (mit Iann Dior)

## Sonderveröffentlichungen
Remixe
- 2014: Secoya – Run
- 2015: Kill Paris feat. Imad – Operate
- 2015: The Chainsmokers feat. Daya – Don’t Let Me Down
- 2015: Flume feat. Tove Lo – Say It
- 2017: Marshmello feat. Khalid – Silence
- 2018: Halsey – Without Me
- 2018: Angels & Airwaves – The Adventure

## Statistik

### Chartauswertung
|                     | DE    | AT    | CH    | UK    | US    | Dance       |
| ------------------- | ----- | ----- | ----- | ----- | ----- | ----------- |
| Nummer-eins-Alben   | DE—DE | AT—AT | CH—CH | UK—UK | US—US | Dance3Dance |
| Top-10-Alben        | DE—DE | AT—AT | CH—CH | UK—UK | US—US | Dance6Dance |
| Alben in den Charts | DE—DE | AT—AT | CH1CH | UK—UK | US4US | Dance6Dance |

|                       | DE    | AT    | CH    | UK    | US    | Dance        |
| --------------------- | ----- | ----- | ----- | ----- | ----- | ------------ |
| Nummer-eins-Singles   | DE—DE | AT—AT | CH—CH | UK—UK | US—US | Dance—Dance  |
| Top-10-Singles        | DE—DE | AT—AT | CH—CH | UK—UK | US—US | Dance8Dance  |
| Singles in den Charts | DE1DE | AT1AT | CH1CH | UK1UK | US1US | Dance59Dance |

### Auszeichnungen für Musikverkäufe
| Goldene Schallplatte - Belgien - 2020: für die Single Takeaway - Brasilien - 2024: für die Single Good Things Fall Apart - Dänemark - 2022: für die Single Takeaway - Frankreich - 2022: für die Single Takeaway - Italien - 2021: für die Single Takeaway - Mexiko - 2020: für die Single Takeaway - Polen - 2023: für die Single Takeaway | Platin-Schallplatte - Australien - 2019: für die Single Takeaway - 2021: für die Single Feel Good - Kanada - 2019: für die Single Takeaway - Neuseeland - 2022: für die Single Takeaway - 2024: für die Single Feel Good 3× Platin-Schallplatte - Brasilien - 2023: für die Single Takeaway |

Anmerkung: Auszeichnungen in Ländern aus den Charttabellen bzw. Chartboxen sind in ebendiesen zu finden.
| Land/RegionAuszeichnungen für Musikverkäufe (Land/Region, Auszeichnungen, Verkäufe, Quellen) | Silber     | Gold       | Platin       | Verkäufe  | Quellen             |
| -------------------------------------------------------------------------------------------- | ---------- | ---------- | ------------ | --------- | ------------------- |
| Australien (ARIA)                                                                            | —          | —          | 2× Platin2   | 140.000   | aria.com.au         |
| Belgien (BRMA)                                                                               | —          | Gold1      | —            | 20.000    | ultratop.be         |
| Brasilien (PMB)                                                                              | —          | Gold1      | 3× Platin3   | 140.000   | pro-musicabr.org.br |
| Dänemark (IFPI)                                                                              | —          | Gold1      | —            | 45.000    | ifpi.dk             |
| Deutschland (BVMI)                                                                           | —          | Gold1      | —            | 200.000   | musikindustrie.de   |
| Frankreich (SNEP)                                                                            | —          | Gold1      | —            | 100.000   | snepmusique.com     |
| Italien (FIMI)                                                                               | —          | Gold1      | —            | 35.000    | fimi.it             |
| Kanada (MC)                                                                                  | —          | —          | Platin1      | 80.000    | musiccanada.com     |
| Mexiko (AMPROFON)                                                                            | —          | Gold1      | —            | 30.000    | amprofon.com.mx     |
| Neuseeland (RMNZ)                                                                            | —          | —          | 2× Platin2   | 60.000    | radioscope.co.nz    |
| Polen (ZPAV)                                                                                 | —          | Gold1      | —            | 25.000    | olis.pl             |
| Schweiz (IFPI)                                                                               | —          | Gold1      | —            | 10.000    | hitparade.ch        |
| Vereinigte Staaten (RIAA)                                                                    | —          | 3× Gold3   | 4× Platin4   | 5.500.000 | riaa.com            |
| Vereinigtes Königreich (BPI)                                                                 | 2× Silber2 | —          | —            | 400.000   | bpi.co.uk           |
| Insgesamt                                                                                    | 2× Silber2 | 12× Gold12 | 12× Platin12 |           |                     |